# Makong’onda
Makong’onda ist ein Verwaltungsbezirk (englisch Ward) des Distrikts Masasi in der tansanischen Region Mtwara.

## Geografie
Makong’onda liegt im Südosten von Tansania etwa 60 Kilometer südöstlich der Distrikthauptstadt Masasi und 10 Kilometer südlich von Newala. Der Bezirk grenzt im Norden an Nangwala, im Osten an Mtonya und Chikolopola, im Süden an Mnavira und im Westen an Mchauru. Bei der Volkszählung 2022 lebten 6909 Menschen in 2213 Haushalten auf einer Fläche von 63 Quadratkilometern.

## Gliederung
Der Bezirk besteht aus vier Gemeinden (Mtaa) mit 25 Orten (Kitongoji):
| Makong’onda - Kiduni - Majengo - Samora - Maendeleo - Jamhuri | Kilidu - Muungano - Soweto - Mapinduzi - Mkapa - Sekondari | Nakarara - Osterbay - Jitegemee - Mikocheni - Misheni - Elimu - Pachanne - Ally H. Mwinyi - Kitunda - Mkunguni - Majengo - Tandika | Mkwaya - Zaire - Zambia - Mikoroshoni - Amani |

## Bildung
Die Makong’onda Secondary School ist eine koedukative, staatliche weiterführende Schule mit einer Ausbildung bis zur 4. Stufe.